# توموكي هاسيغاوا
توموكي هاسيغاوا (長谷川智樹 هاسيغاوا توموكي) هو ملحن ياباني ولد في 19 يوليو 1958 في إيكيدا، أوساكا.

## أعماله في الدراما اليابانية
- فراق الزهور

## أعماله في الأنمي

### مسلسلات أنمي تلفزيونية
- سايونارا زِتسبو سينسيه
- زوكو سايونارا زِتسبو سينسيه
- زان سايونارا زِتسبو سينسيه
- دي إن إنجل (بالتعاون مع تاكاهيتو إغوتشي)
- DearS
- نيورو نوغامي المتحري الشيطاني
- نانا
- الخليلة الغامضة X
- القط ميكان
- مغامرات حنين
- غوكسين 2
- ويدينغ بيتش (بالتعاون مع هيرويوكي كوزو)
- ميزان نيل أدميراري

### أوفا أنمي
- غوكو سايونارا زِتسبو سينسيه

## أعماله في ألعاب الفيديو
- رايز أوف ذا فينيكس
- رومانس أوف ذا ثري كينغدومز VII

## وصلات خارجية
- توموكي هاسيغاوا على موقع IMDb (الإنجليزية)
- توموكي هاسيغاوا على موقع ميوزك برينز (الإنجليزية)
- توموكي هاسيغاوا على موقع ديسكوغز (الإنجليزية)
- توموكي هاسيغاوا على موقع قاعدة بيانات الفيلم (الإنجليزية)
- توموكي هاسيغاوا على موقع كينوبويسك (الروسية)